# Babatunde Fashola
Babatunde "Tunde" Fashola, né le 28 juin 1963 à Lagos, est un homme politique et avocat nigérian, membre du Congrès des progressistes (APC).
De 2015 à 2023, il est ministre de l'Énergie, des Travaux et du Logement. 
De 2007 à 2015, il est le gouverneur de l'État de Lagos pendant deux mandats.
Fashola est l'un des hommes politiques les plus respectés du Nigeria. Il est considéré comme un candidat prometteur à la présidence lors des élections de 2023.

## Vie personnelle
Babatunde Raji Fashola est originaire de Lagos et est Yoruba. Il est né le 28 juin 1963 à Lagos. Il a fréquenté le lycée Birch Freeman de Lagos et le collège Igbobi de Lagos. Il a étudié le droit à l'université de Benin City, où il a obtenu un Bachelor of Laws, LL.B.(Hon), en 1987.
Il est marié à Abimbola Fashola, avec qui il a deux enfants.

## Carrière juridique

### Cour suprême
À l'âge de 25 ans, en novembre 1988, Fashola a été admis comme solicitor et avocat à la Cour suprême du Nigeria, après avoir terminé le programme de formation professionnelle qu'il avait suivi à la Nigerian Law School, Lagos, entre 1987 et 1988. Sa carrière juridique de plus d'une décennie et demie a commencé dans le cabinet d'avocats Sofunde, Osakwe, Ogundipe et Belgore, où il a acquis sa première expérience en tant qu'avocat plaidant dans des domaines très variés, notamment la propriété intellectuelle (enregistrement de marques), le droit commercial, qui comprend les contrats généraux, les activités des entreprises, les fusions, les acquisitions, les questions juridiques, la propriété des actions et des capitaux propres des entreprises, ainsi que les litiges fonciers, le droit pénal et les affaires tribales, domaines dans lesquels il a fait preuve d'une expertise et d'une expérience considérables.

### Récompenses
Fashola a reçu plusieurs distinctions et certificats de mérite, dont le Distinguished Alumnus Award, qui lui a été décerné par l'Association des anciens élèves de l'Université du Bénin en reconnaissance de ses services rendus à l'Association des anciens élèves et à l'humanité. Il a également reçu le prix Platinum du Lagos State Public Service Club pour sa contribution exceptionnelle au développement. Il a également reçu le "Igbogbo Bayeku Local Government Award" de l'Alliance for Democracy en reconnaissance de ses activités pour le succès du parti.

## Fonctions politiques

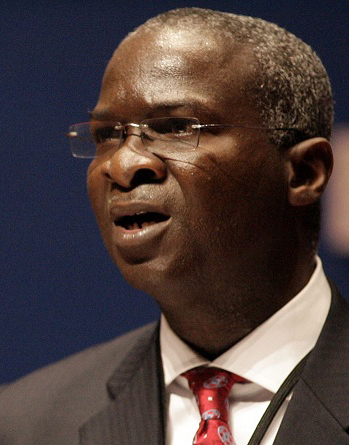
Babatunde "Tunde" Fashola

### Gouverneur de Lagos
Fashola a d'abord été le chef d'état-major de son prédécesseur, Asiwaju Bola Ahmed Tinubu.
En tant que candidat du parti Action Congress, aujourd'hui connu sous le nom de All Progressives Congress, Fashola a succédé à Tinubu au poste de gouverneur de l'État de Lagos le 14 avril 2007. Fashola a été réélu le 26 avril 2011.
Fashola s'est concentré sur la réhabilitation des infrastructures de Lagos. Ces infrastructures avaient été négligées pendant des années après que Abuja ait été déclarée nouvelle capitale du Nigeria en 1991. La modernisation de Lagos, entamée par Tinubu, s'est accélérée sous le gouvernorat de Fashola. Les secteurs privé et public ont tous deux participé à la réalisation du projet.

#### Bus Rapid Transit
Fashola a introduit des bus urbains climatisés, les bus BRT, pour lesquels des voies dédiées ont été créées,.

#### RER
Fashola est à l'origine de la construction du Lagos Light Rail, le train de banlieue de Lagos, dont les deux premières lignes devraient être achevées au dernier trimestre 2022 (situation en janvier 2022).

#### Éducation
Le gouvernement Fashola a accordé une grande attention à l'éducation. Il s'agit notamment de la réintégration et de l'aménagement de nouvelles salles de classe bien équipées, de la distribution gratuite de manuels scolaires, de la mise à disposition de salles de travail et de bibliothèques bien équipées, de la mise à disposition de bus pour les enseignants et les élèves afin de faciliter le transport, de la réintroduction d'administrations volontaires en uniforme dans les écoles publiques de l'État, de l'introduction d'une échelle de salaires pour les enseignants dans les écoles publiques de l'État, du développement de l'initiative "Adopt a School", etc. Parmi les écoles remises en état, on trouve notamment : Ikotun Senior High School, Alimosho Girls High School, Agege Okemagba Junior High School, Mojoda Amuwo Senior Grammar School et Tomia Community Secondary School, Alagbado.

#### Récupération des terres

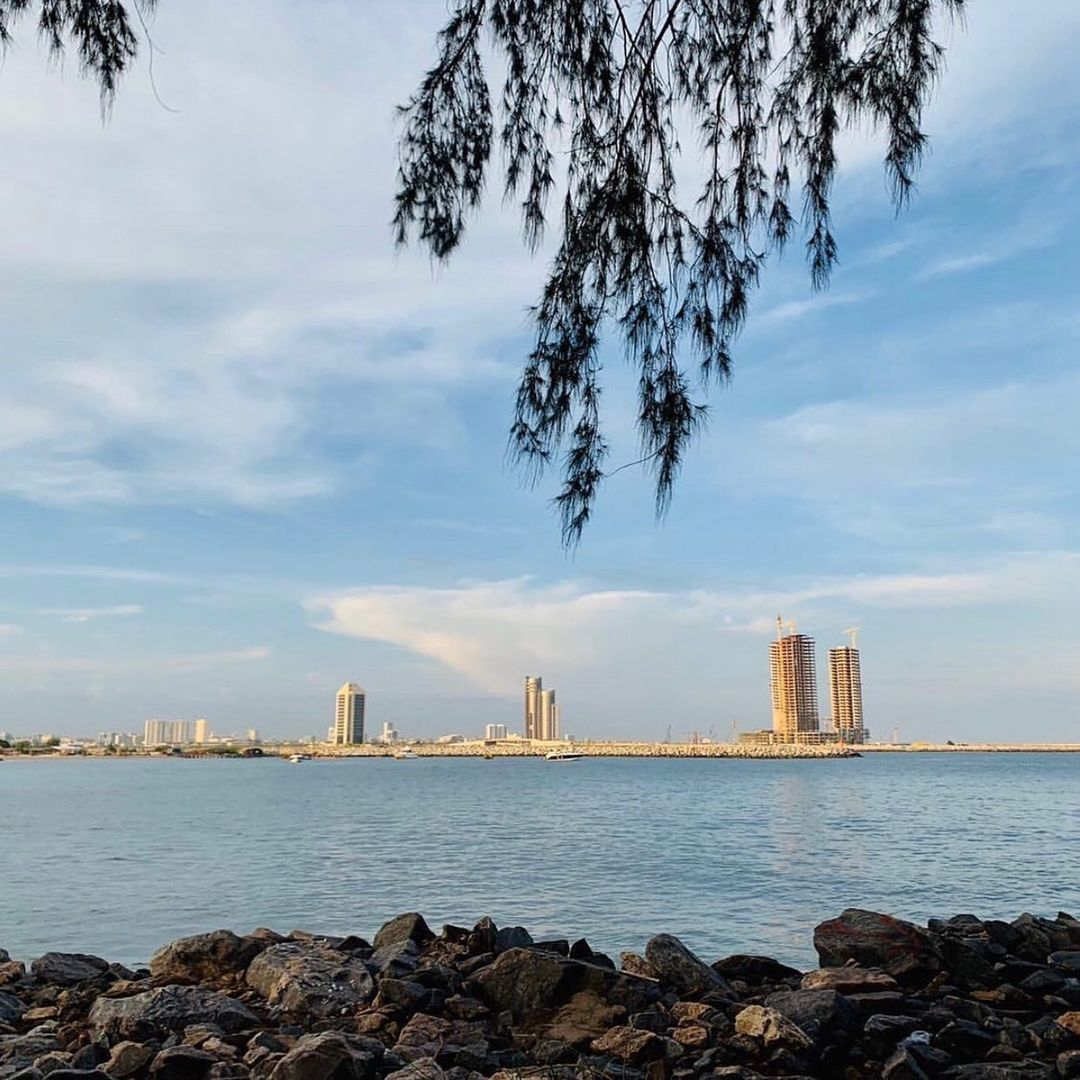
Eko Atlantic

Fashola a commencé à récupérer des terrains sans lesquels aucun aménagement urbain ne serait possible dans les conditions actuelles. Il s'agit notamment de Banana Island et de Eko Atlantic City, qui ont toutes deux été remblayées. Eko Atlantic City devrait accueillir des millions de Lagosiens à l'avenir et, contrairement au reste de la ville, elle est équipée d'un système d'égouts, de sa propre alimentation électrique et d'autres caractéristiques d'une ville moderne.

#### Embellissement de la ville

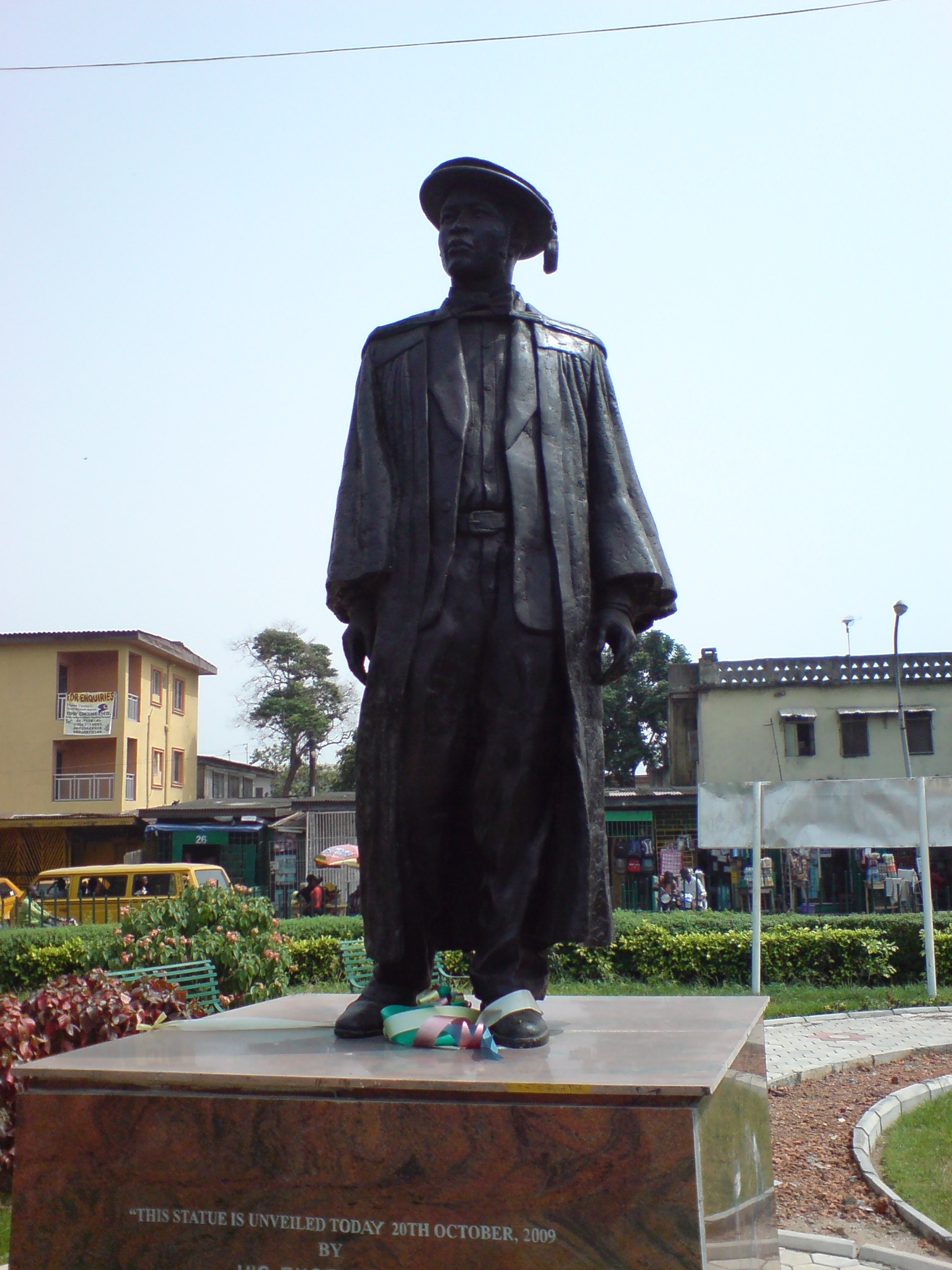
Ayodele Awojobi

En octobre 2009, Babatunde Fashola a inauguré un jardin en l'honneur du défunt professeur Ayodele Awojobi à Onike Roundabout, Yaba, Lagos, au centre duquel a été érigée une statue du célèbre universitaire.
En tant que gouverneur, Fashola a travaillé avec des artistes comme Oladejo Victor Akinlonu pour valoriser et embellir Lagos. Les œuvres d'Oladejo, comme la mascarade Eyo et le buste de Sir Alexander Molade Okoya Thomas, ont été commandées par le gouverneur.

#### Sécurité publique
Sur la voie de la sécurité, le gouvernement Fashola n'a pas seulement transformé la plupart des cachettes et des lieux qui servaient auparavant de base aux escrocs et aux voleurs armés en un environnement visuellement attrayant. Il a également créé le Lagos State Security Trust Fund afin de financer efficacement et durablement les besoins de l'État en matière de sécurité.

#### Enquête sur le gaspillage
Fin janvier 2010, le parlement de l'État de Lagos a ouvert une enquête sur un possible gaspillage de l'argent des contribuables par Fashola, principalement en rapport avec le projet Eko Atlantic City en cours. Les allégations vont de l'importation de palmiers du Niger pour des projets horticoles à l'utilisation inappropriée de fonds contractuels impliquant l'un des entrepreneurs de l'État de Lagos. Le groupe qui a mené l'enquête était connu sous le nom de "True Face of Lagos". Les rapports finaux devaient être présentés le 15 février 2010. Pendant son mandat, True Face of Lagos a été dissous par la suite. Des tentatives ont été faites pour relancer l'enquête par le biais d'une pétition, mais elles ont été rejetées à plusieurs reprises par la justice.

#### Donation à Haïti
En 2010, Fashola a été à l'origine d'un don de 1 million de dollars de l'État de Lagos aux victimes du Tremblement de terre en Haïti.

#### La lutte contre Ebola
La plus grande réalisation de Babatunde Raji Fashola en tant que gouverneur se situe à la fin de son deuxième mandat en septembre 2014. C'est alors que le Nigeria a été officiellement déclaré exempt d'Ebola. Trois mois plus tôt, Ebola s'était propagé pour la première fois dans le pays lorsque Patrick Sawyer, le citoyen américano-libérien infecté et fonctionnaire de la CEDEAO, a introduit le virus via l'aéroport de Lagos.
Il a personnellement pris le contrôle de la recherche et de l'isolement d'environ 1 000 personnes dont on craignait qu'elles aient été infectées depuis l'arrivée de Patrick Sawyer. Le gouverneur de Lagos a interrompu un pèlerinage à la Mecque, est rentré chez lui, puis a mis en place un centre d'urgence Ebola qui a assumé la tâche colossale de surveiller toutes les personnes susceptibles d'être infectées. Une équipe de 2.000 fonctionnaires a été formée pour cette tâche et a finalement frappé à 26.000 portes. À un moment donné, le gouverneur recevait jusqu'à dix fois par jour des informations de la part d'experts en matière de lutte contre l'épidémie. Il a tenu à visiter le centre de traitement d'Ebola du pays afin de faire comprendre au public nigérian qu'il ne devait pas s'affoler inutilement.

### Ministère
Le 11 novembre 2015, Fashola a été nommé ministre de l'Énergie, de la Construction et du Logement par le président Muhammadu Buhari ; le 21 août 2019, il a été nommé ministre de la Construction et du Logement.

#### Achèvement du "deuxième pont sur le Niger"
Le deuxième pont sur le Niger près d'Onitsha, qui faisait l'objet d'un débat politique depuis les années 1980 et était considéré comme synonyme de stagnation, a été avancé sous Fashola et est sur le point d'être achevé (en janvier 2022).

#### Achèvement de la voie express Lagos-Ibadan
La rénovation de l'ancienne "voie d'essai à nids-de-poule" reliant la métropole de Lagos à la troisième ville du Nigeria, Ibadan, sera également achevée en 2022.

## Évaluation
Au-delà des partis politiques, Fashola est apprécié pour sa compétence,,.

## Divers
Babatunde Fashola a donné son nom à la gare du quartier Agege de Lagos.